# Església de l'Aquiropoet
L'església de l'Aquiropoet és una església romana d'Orient segle v de la ciutat de Tessalònica, al nord de Grècia. Es troba al centre de la ciutat, al carrer Agias Sofias, enfront de la plaça Makedonomachon.

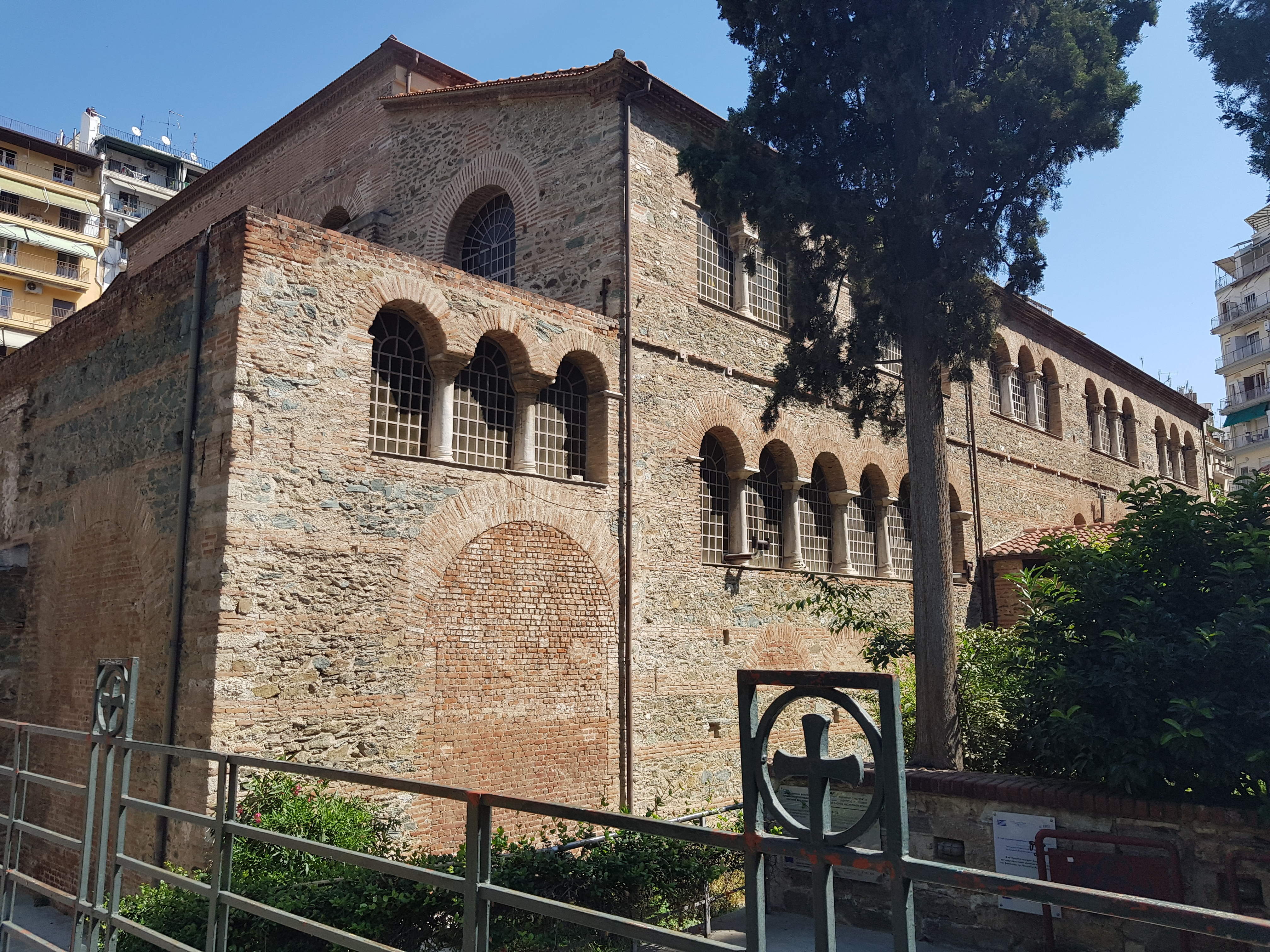
Vista posterior

## Història i descripció

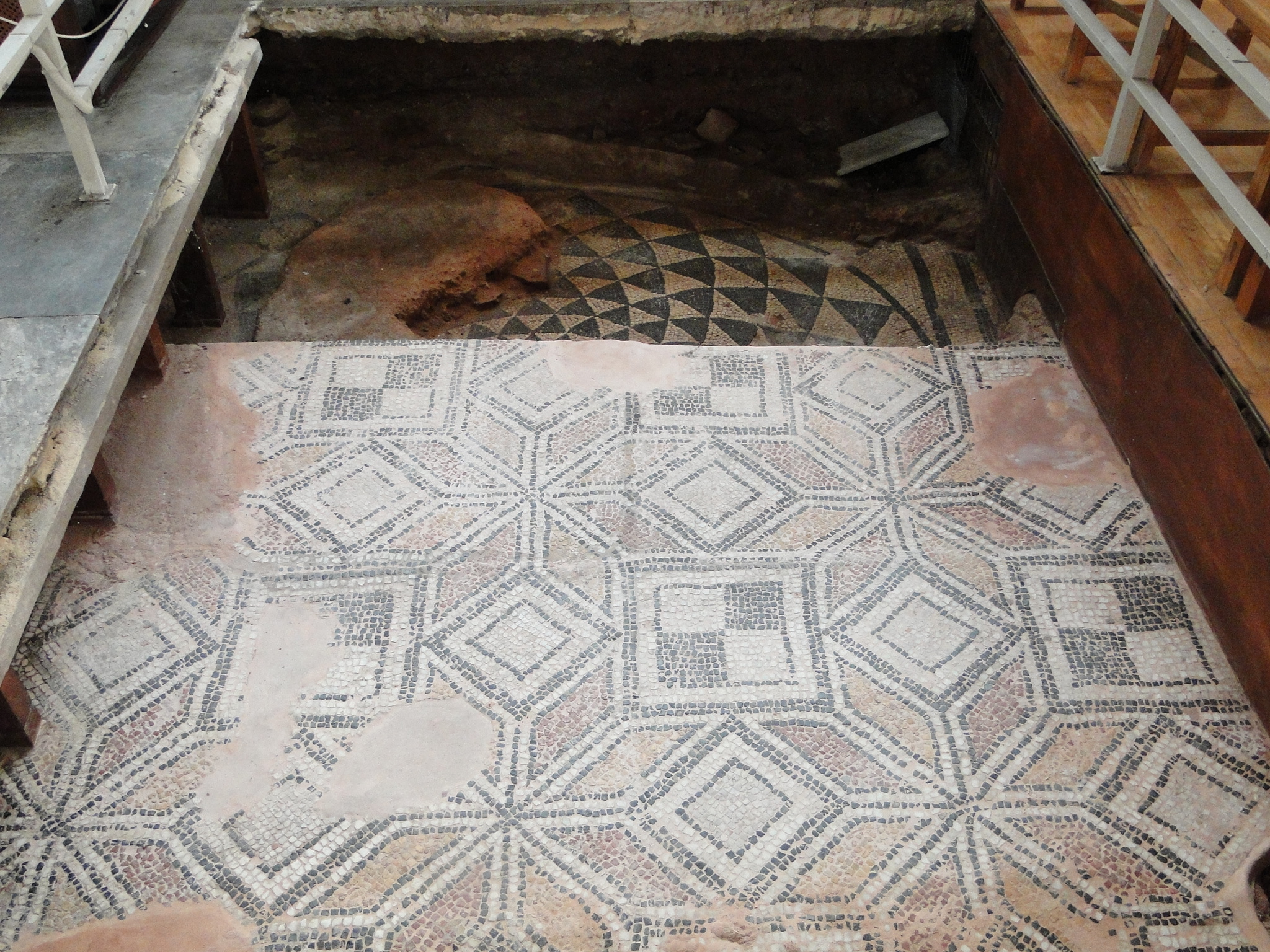
Sòl de l'era romana

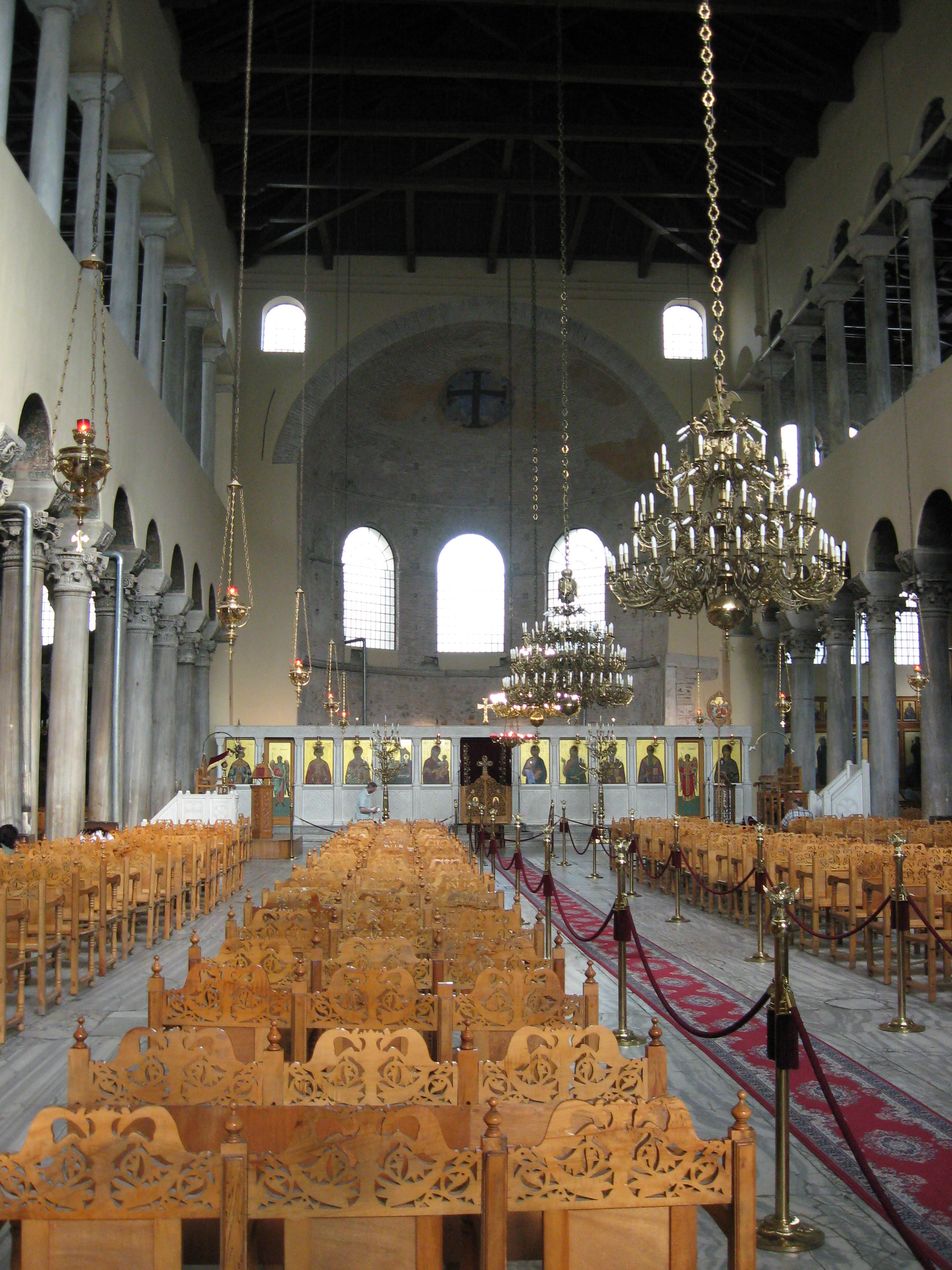
Interior

L'edifici de l'Aquiropoet conté maons i mosaics dels 450-470; és per això que potser és la primera de les esglésies supervivents de la ciutat. Fou modificada al s. VII i novament en els segles XIV-XV. Conegut com la Santíssima Mare de Déu en l'època romana d'Orient, està dedicada a la Mare de Déu. El seu nom actual apareix per primera vegada el 1320, sembla que després que una icona miraculosa de Vera icon aquiropoet ('no fet a mà') de Panagia Hodegetria que es trobava allí. Algunes fonts romanes d'Orient indiquen que el culte al patró de la ciutat, Demetri de Tessalònica, també es practicava allí.(1)

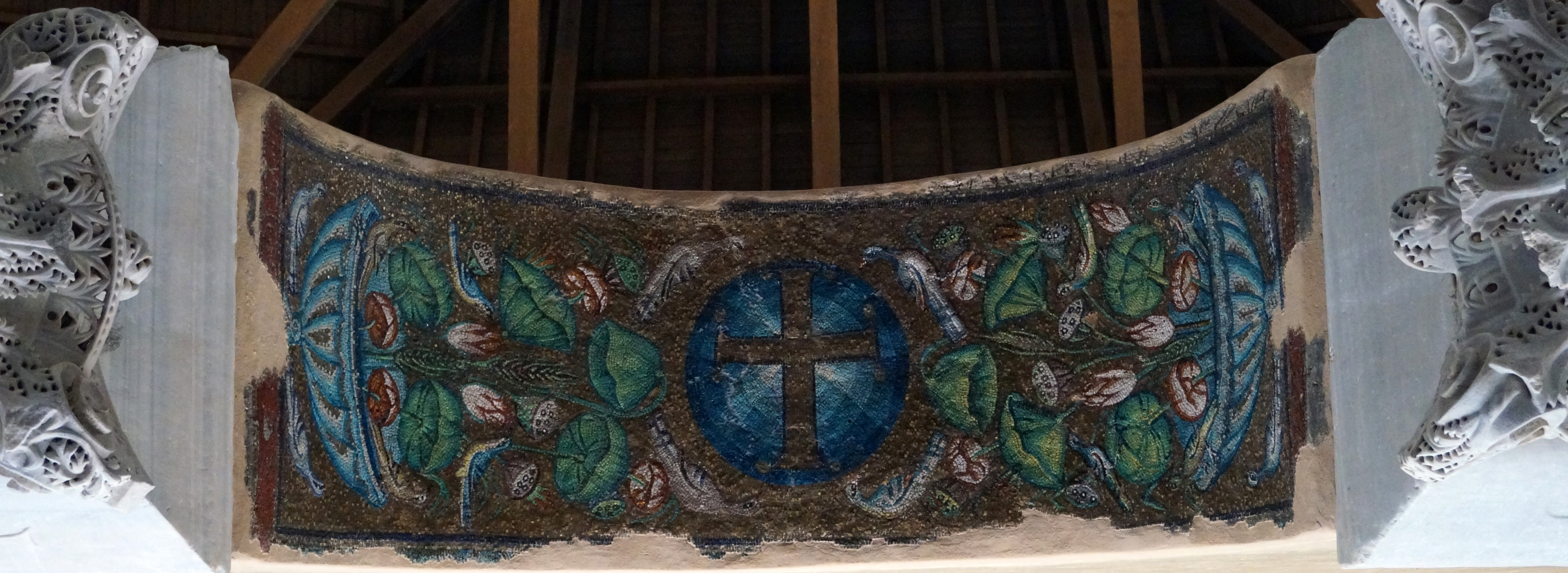
Mosaic

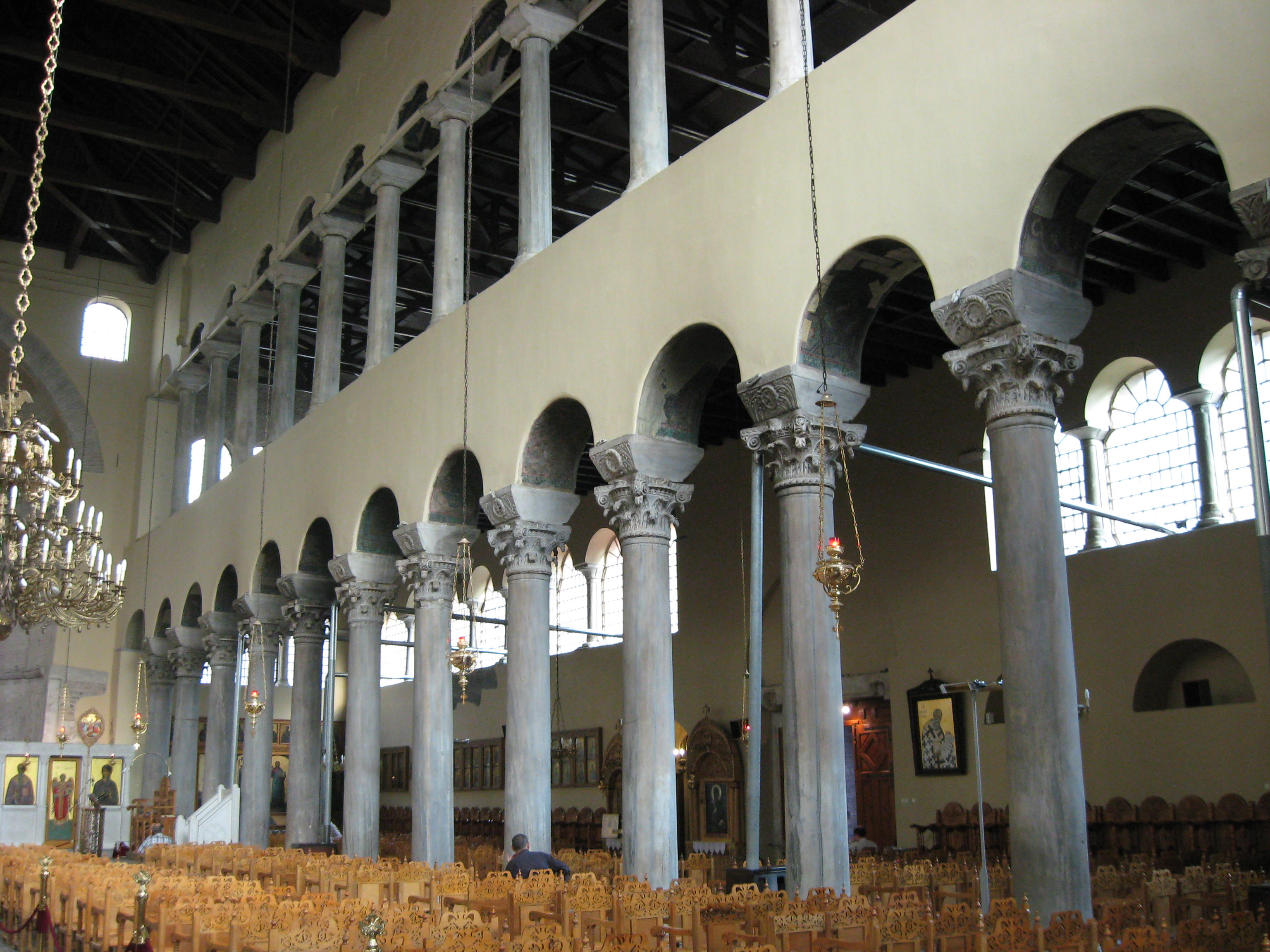
Interior

L'edifici és una basílica de tres naus, d'uns 28 m d'ample i 36,5 m de llarg, amb sostre de fusta. El seu extrem oriental és una volta semicircular, i al costat occidental sobreviu un nàrtex, flanquejat per torres, i restes d'un exonàrtex. Els tres corredors estan separats per columnes, mentre que els laterals tenen galeries a sobre. A l'extrem oriental del passadís lateral nord, hi ha una capella romana d'Orient dedicada a santa Irene. A la cantonada nord-oest, hi ha l'escala que condueix a les galeries. L'entrada actual és per una obertura de triple arc (tribelon) que connecta el nàrtex amb la nau principal, mentre que al costat sud hi ha una entrada monumental, que devia connectar l'església amb el carrer en l'època romana d'Orient. Un altre petit edifici contigu al costat sud és el baptisteri de l'església. El sostre modern és més baix que l'originari, i la secció sobre la nau central s'alçà per a permetre l'entrada de llum.(1)
Les parts supervivents de rica decoració dins de l'església contenen capitells jònics del segle V procedents d'un taller de Constantinoble, els verds de marbre de Tessàlia, i els fragments de mosaics decoratius són del segle V. Conté frescos de principis del segle xiii que representen els Quaranta Màrtirs de Sebaste, al costat sud. Sota el paviment actual del passadís nord, es descobriren tres capes de mosaics del pis d'un bany de l'era romana.
Després de la conquesta otomana de la ciutat al 1430, l'Aquiropoet fou la primera església convertida en mesquita pel mateix soldà Murat II. Durant tot el període otomà, fou la mesquita principal de la ciutat amb el nom d'Eski Camii ('Mesquita Vella'). Una inscripció de Murat es manté a la columnata del nord, a la vuitena columna des de l'est.(1)